# Ekonomiåret 1987

## Händelser

### Januari
- 12 januari - Sveriges finansminister Kjell-Olof Feldt presenterar den svenska budgetpropositionen.[1]
- 15 januari - Styrelsen för Stockholms fondbörs utesluter Fermenta för att ha lämnat "vilseledande information" till börsen och aktiemarknaden.[1]
- 17 januari - Fermentas VD Sune Dahlberg avgår.[1]
- 30 januari - Allmänt prisstopp införs i Sverige.[1]

### Mars
- 2 mars - Sverige får en ny 100-kronorssedel. På den finns Carl von Linné-motiv.[1]
- 10 mars - Sverige inför en ny, förenklad blankett, till 1987 års självdeklaration.[1]

### April
- 8 april - Sverige ersätter den 66 år gamla Giftermålsbalken med Sambolagen.[1]

### Juni
- 10 juni - Tio ledamöter i Fermentas gamla styrelse ges ingen ansvarsfrihet då företaget har ordinarie bolagsstämma i Stockholm.[1]
- 12 juni - Prisstoppet i Sverige upphävs.[1]
- 25 juni - Inga-Britt Ahlenius utses i Sverige från 1 juli 1987 till första kvinnliga chef för Finansdepartementets budgetavdelning.[1]

### Augusti
- 10 augusti - Sammanslagning mellan svenska ASEA och schweiziska Brown Bovery presenteras.[1]

### Oktober
- 8 oktober - All time high noteras på Stockholms fondbörs, då det samlade börsvärdet uppgår till drygt 613 miljarder SEK.[1]
- 12 oktober - Sammanslagning mellan svenska ASEA och schweiziska Brown Bovery godkänns av Sveriges regering.[1]
- 19 oktober - Börsras i USA.[1]

### November
- 11 november - ASEA-Brown Bowery affären blir klar.[1]
- 30 november - Kursen på den amerikanska dollarn ASEA-Brown Bowery affären blir klar.[1]

### December
- 2 december - Enligt en rapport i Sverige från Riksrevisionsverket kostade tågförseningarna SJ cirka en halv miljard SEK åren 1981-1986.[1]
- 3 december - Centralbankerna i Storbritannien, Västtyskland, Frankrike, Österrike, Nederländerna och Schweiz sänker sina räntor med en halv procentenhet.[1]
- 14 december – OPEC möts i Wien, och fastställer kommande års oljepris till 18 amerikanska dollar per fat.[1]

## Bildade företag
- KPMG, nederländsk revisionsfirma.

## Uppköp
- 2 mars – American Motors Corporation, amerikansk biltillverkare som köps av Chrysler Corporation.
- Western Airlines, amerikanskt flygbolag som köps av Delta Air Lines.

## Priser och utmärkelser
- Sveriges Riksbanks pris i ekonomisk vetenskap till Alfred Nobels minne tilldelas amerikanen Robert Solow.

## Avlidna
- 17 maj - Gunnar Myrdal, svensk nationalekonom och politiker.[1]